# Optičari
Optičari är en ort i Nordmakedonien. Den ligger i kommunen Bitola, i den södra delen av landet, 110 km söder om huvudstaden Skopje. Optičari ligger 565 meter över havet och antalet invånare är 317.